# Abadía de Bobbio

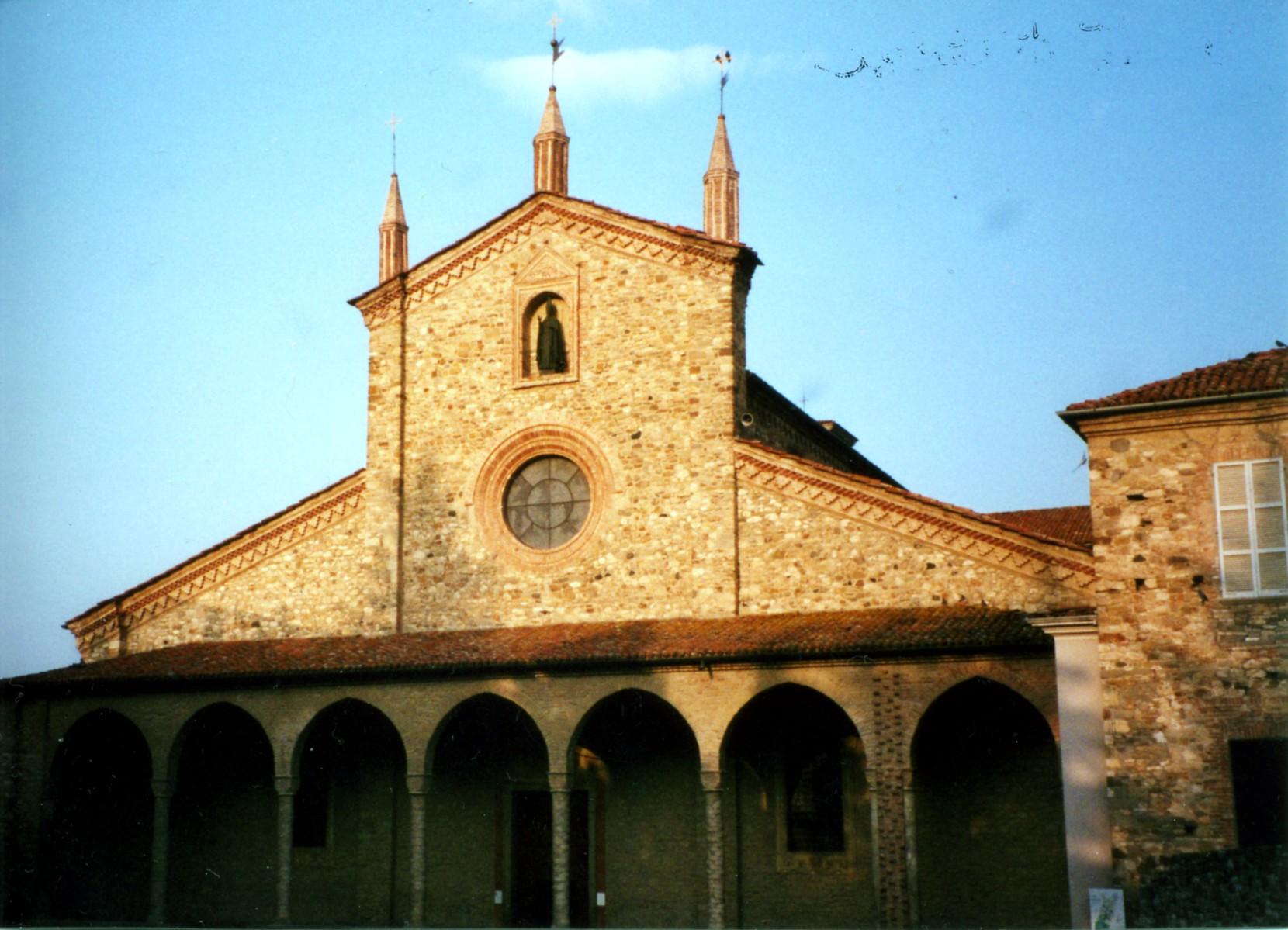
Basílica de San Columbano.

La abadía de Bobbio (Italiano: Abbazia di San Colombano) es un monasterio fundado por el santo irlandés San Columbano (it. Colombano) en el año 614, en torno al cual creció la ciudad de Bobbio, en Piacenza en la región italiana de Emilia-Romagna. Está dedicado a San Columbano y fue un importante centro de resistencia contra el arrianismo en la Alta Edad Media, así como una de las mayores bibliotecas de su época. En él se basó el monasterio en el que tiene lugar la acción de la novela de Umberto Eco El nombre de la rosa. La abadía fue finalmente disuelta por la administración francesa en 1803, aunque muchos de sus edificios continuaron en uso con otras funciones.

## Historia

### Fundación
El trasfondo para la fundación de la abadía fue la invasión lombarda de Italia en 568. En 590, el rey lombardo Agilulfo contrajo matrimonio con la princesa Theodelinda de Baviera, devota católica que influyó junto a san Columbano en su conversión al catolicismo. Agilulfo concedió entonces al santo irlandés una iglesia arruinada en Ebovium, propiedad de la Santa Sede antes de la invasión lombarda. A Columbano le gustó este emplazamiento ya que, aunque era un misionero entusiasta, prefería la soledad para él y sus monjes. Junto a esta pequeña iglesia, dedicada a San Pedro, Columbano erigió un pequeño monasterio, que adoptó la regla de San Columbano, basada en las prácticas monásticas del cristianismo irlandés.

### SigloVII
San Columbano fue enterrado el 23 de noviembre de 615, pero fue sucedido por personajes del calibre de San Attal de Bobbio (fallecido en 627) y San Bertulfo (fallecido en 640), que consiguieron evitar el acercamiento del monasterio al arrianismo imperante bajo el reinado de Rotario (632-652). Bobbio está íntimamente relacionado con una tradición acerca de Arioaldo, predecesor de Rotario; de él se dice que ordenó el asesinato de San Bladulfo, monje de Bobbio, porque éste le había negado el saludo por ser arriano. Según la historia, Attala resucitó a Bladulfo y libró a Arioaldo de la posesión diabólica sufrida en castigo por su crimen, tras lo que el monarca lombardo se convirtió al catolicismo.
En 628, cuando San Bertulfo peregrinó a Roma, el papa Honorio I concedió a Bobbio la exención de la jurisdicción episcopal, lo que convertía a la abadía en directamente dependiente de la Santa Sede. Durante el mandato de su sucesor, Bobolen, la abadía introdujo la regla benedictina, en un principio de forma opcional; sin embargo, la mayor dureza de la Regla de San Columbano hizo que los monjes acabaran optando mayoritariamente por la de San Benito, y Bobbio se unió a la Congregación de Monte Cassino. En 643, a petición de Rotario y de la reina Gundelberga, el papa Teodoro I concedió al abad de Bobbio el uso de la mitra y otros atributos pontificios.
Durante el tubulento siglo VII, Bobbio continuó siendo un referente para la fe y cultura católica. Gracias a los esfuerzos de los discípulos de San Columbano, un número creciente de lombardos fueron convirtiéndose a fe católica. Sin embargo, durante la primera mitad de esta centuria, el territorio situado entre Turin y Verona, Génova y Milán, vivía una situación de caos político y religioso; incluso se daba la idolatría en algunas zonas. De hecho, no fue hasta el reinado de Grimoaldo I (663-673) cuando el catolicismo se convirtió en la religión mayoritaria de los lombardos. A partir de aquí, el arrianismo desapareció de occidente con rapidez.

### A partir delsigloVIII
La sobrina de Ariperto I, Theodelinda, restauró al papado todas las de Bobbio que pertenecían por derecho a la Santa Sede, restitución confirmada por Ariperto II al papa Juan VII en 707. Los lombardos enseguida desposeyeron a los papaas nuevamente, pero en 756, Aistulfo fue obligado por Pipino el Breve a devolver las tierras. En 774, Carlomagno concedió mayores libertades a la abadía y en 1153 Federico Barbarroja confirmó a la abadía varios derechos y posesiones a través de dos diplomas.
La fama de Bobbio alcanzó Irlanda y muchos religiosos irlandeses viajaron al continente siguiendo los pasos de Columbano. Así, el sucesor de Bobolen fue un tal 'Comgall'. El obispo Cummian, que abandonó su diócesis en irlanda para hacerse monje en Bobbio, falleció en la abadía hacia el año 730, según reza la inscripción que figura en el edificio.

## La sede de Bobbio
En 1014, el emperador Enrique II obtuvo de Benedicto VIII la concesión a Bobbio de una sede episcopal. Peter Aldus, su primer obispo, había sido abad desde 999 y sus sucesores, muchos de los cuales habían sido monjes, continuaron viviendo en la abadía durante largo tiempo. A partir de 1133 o 1161, Bobbio pasó a depender de la archidiócesis de Génova. Ocasionalmente estallaban conflictos entre obispo y monjes y en 1199 Inocencio III emitió dos bulas, que restauraban a la abadía en espirituales y temporales, y dando poderes al obispo para deponer al abad si éste no le obedecía convenientemente.

### Disolución
Los benedictinos fueron expulsados del monasterio e iglesia de San Columbano por las fuerzas de ocupación francesas en 1803, quedando suprimida la abadía.

## La basílica

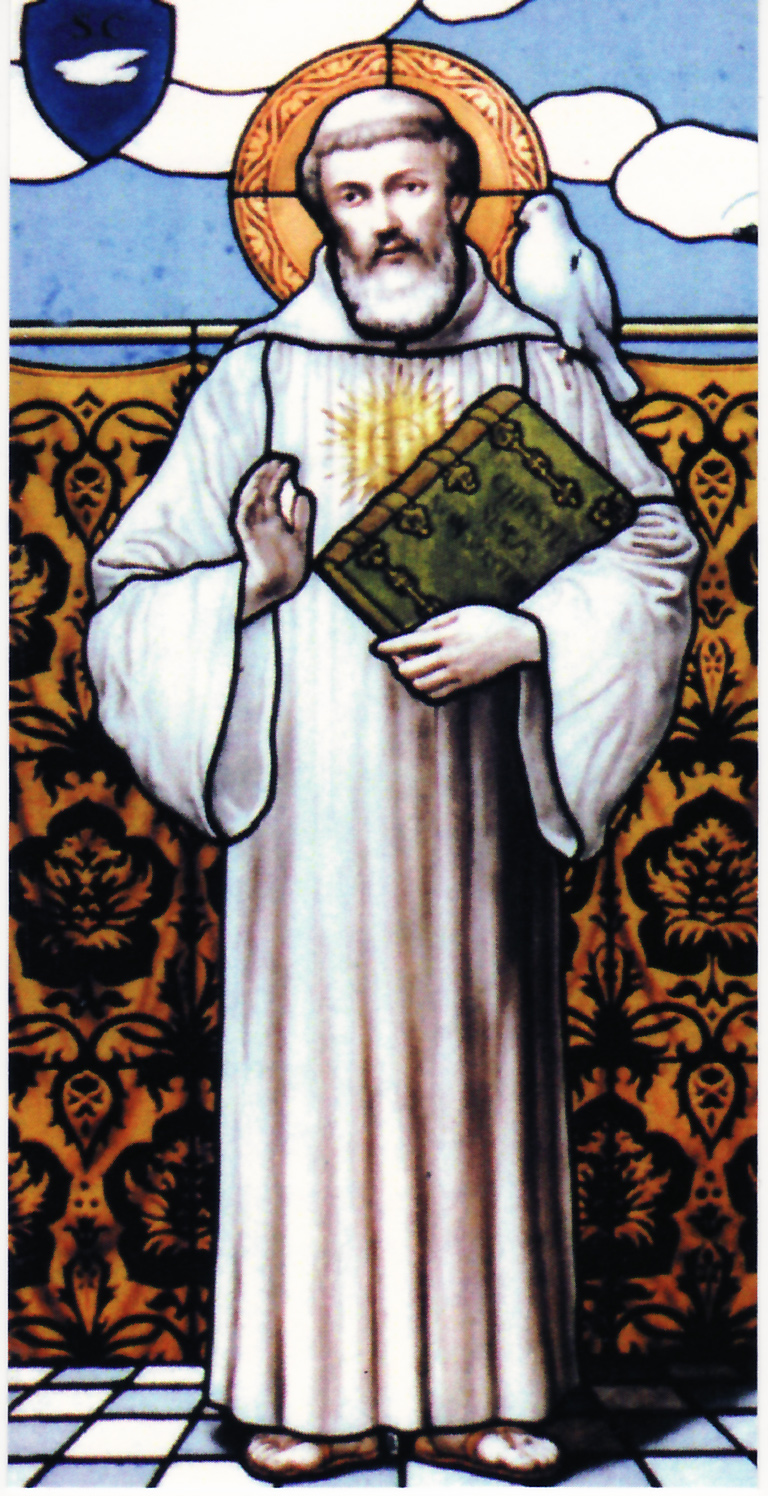
Imagen de San Columbano en la vidriera de la cripta de la abadía de Bobbio

La actual basílica de San Columbano (1456-1530) reemplazó al antiguo edificio en tiempos del Renacimiento
Un cuidadoso examen de las Sagradas Escrituras escrita a lo largo de la nave central de la Basílica concluye con un descubrimiento inesperado: sólo hay una cita a la que se atribuye -voluntariamente- máxima importancia. Este único hallazgo permite interpretar la totalidad de los capítulos de la Biblia.
La cita es el versículo 6.63 del Evangelio de San Juan; este versículo adquiere peculiar significación si se lee en relación con las intrincadas circunstancias que la Iglesia atravesó durante el periodo en que la Basílica era decorada.
Igualmente, los frescos renacentistas deben relacionarse con este versículo 6.63 de San Juan.
Este análisis revela la complejidad de la iconografía y de los temas teológicos elegidos para los frescos, y sugiere algunas preguntas interesantes sobre su relación con las disputas teológicas de la iglesia durante el Renacimiento.
La Basílica es de planta de cruz latina con una nave y dos brazos, un transepto y ábside rectangular. Incluye un pila bautismal del siglo IX. La decoración de la nave es obra de Bernardino Lanzani (siglo XVI). La cripta del siglo XV guarda el sarcófago de San Columbano, obra de Giovanni dei Patriarchi (1480) y de otros dos de los primeros abades, San Attala y San Bertulfo. Igualmente, encontramos aquí un mosaico del siglo XII con las historias de los Macabeos y el Ciclo de los meses.
El campanario (finales del siglo IX y el pequeño ábside pertenecen al edificio románico original. La Torre del Comune fue construida entre 1456-1485.
El Museo de la Abadía cuenta con restos de las épocas romana (tumbas, altares, esculturas) y lombarda (capiteles, lápidas). Acoge también un Políptico de Bernardino Luini y la colección de Bobbio, la segunda más grande del mundo de Ampullae de Monza, recipientes usados por los peregrinos desde el siglo VI.

## Biblioteca
El núcleo de la biblioteca de la abadía estuvo formado posiblemente por los manuscritos traídos desde Irlanda por Columbano (aunque estos deben haber sido realmente muy pocos) y por los tratados escritos por él mismo.
Un catálogo de finales del siglo IX, publicado por Ludovico Antonio Muratori nos muestra que todas las ramas del conocimientos, humano o divino, estaban presentes en la biblioteca. El catálogo consta de más de 600 volúmenes, muchos de los cuales han desaparecido y el resto fueron a parar a manos de colecciones particulares.
En 1616, el cardenal Federico Borromeo se llevó para la Biblioteca Ambrosiana de Milan ochenta y seis volúmenes, incluyendo el famoso "Bobbio Orosius", el "Antiphonarium benchorense", y el Jerónimo de Bobbio, un palimpsesto de la versión gótica de la Biblia realizada por Ulfilas. Otros veintiséis volúmenes fueron entregados en 1618 al papa Pablo V para la Biblioteca Vaticana. Muchos otros se enviaron a Turin, donde, además de los que se guardan en los Archivos Reales, había otros setenta y uno en la biblioteca Universitaria hasta el desastroso incendio del 26 de enero de 1904
Gerbert de Aurillac, posteriormente papa Silvestre II fue abad de Bobbio en 982; y gracias a la ayuda de numerosos tratados que pudo encontrar allí realizó sus conocidos estudios de geometría.
Appendix Probi (el Apéndice del Probo)
Fue en esta abadía que también se encontró el documento más importante, que pasó a los estudios de latín y el romance como Appendix Probi. Este texto, anónimo autor, organizado en Roma, es una lista de palabras y la ortografía de la lengua actual de ese tiempo, seguido de las formas literarias. Probablemente fue escrito por un gramático de origen africano. Por lo tanto refleja la conversación libre y sin preocupaciones en la capital del Imperio de los extremos del siglo III d. C. y los siguientes principios. El nombre de texto "oficial" es el Codex vienés n.º 17 y, en total, consta de 227 parches. Llamado Appendix Probi (Apéndice del Probo), ya que se encontró como un archivo adjunto a un trabajo Probo gramático, lo que no significa, sin embargo, que se trataba de su texto autor. El texto enumera una lista de la siguiente manera ejemplificada: "ansa non asa" . ¿Qué quiere decir que usted no debe decir que es asa mal, pero ansa, eso es correcto, en la que "llegamos a la conclusión de que el grupo - ns - habíamos reducido a - s - en sermo usualis" (Silva Neto, Serafim da. Fuentes latín vulgar - el Appendix Probi. Río de Janeiro: National Press, 1946, p 88).